# Andrew Forbes
Andrew „Andy“ Forbes (* 9. Oktober 1915 in Glasgow; † in den 1990er Jahren) war ein britischer Langstreckenläufer.
Bei den British Empire Games 1950 in Auckland gewann er für Schottland startend Silber über sechs Meilen; seine Platzierung über drei Meilen ist nicht überliefert.
Sechsmal (1947, 1949–1953) nahm er am Cross der Nationen teil, mit einem zwölften Rang 1953 als bester Platzierung.

## Persönliche Bestzeiten
- 5000 m: 14:52,8 min, 17. Juli 1948, Manchester
- 6 Meilen: 30:31,9 min, Auckland